# 세계 스카우트 잼버리

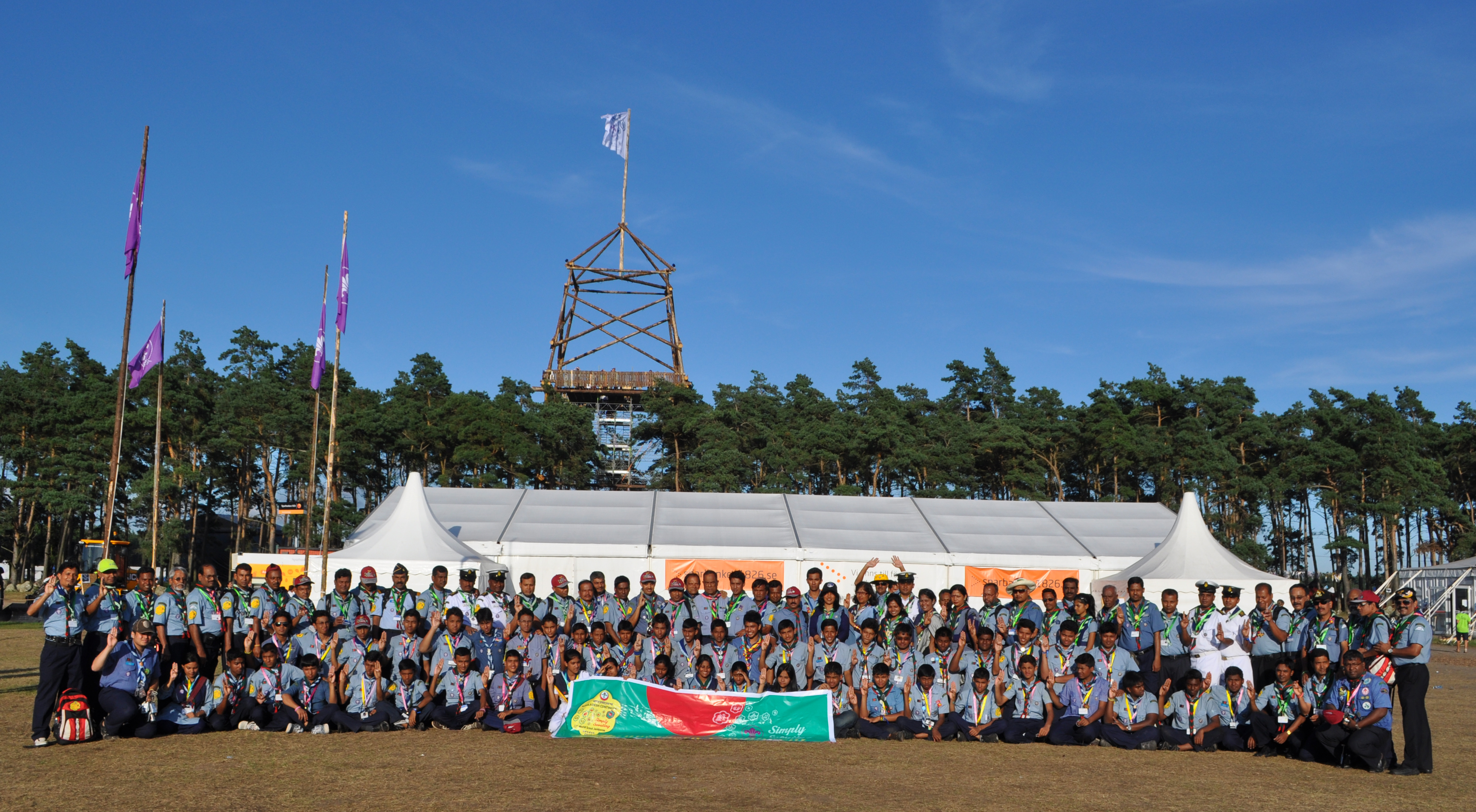
스웨덴 린커비에서 열린 제22회 세계 스카우트 잼버리 스카우트 (2011)

세계 스카우트 잼버리(World Scout Jamboree)는 세계 스카우트 연맹에서 주최하는 스카우트 잼버리 대회이다. 만 14세에서 17세까지의 전세계 청소년을 대상으로 수만 명의 스카우트가 모인다.
초대 세계 스카우트 잼버리 대회는 1920년 영국 런던에서 열렸으며 영국 스카우트 협회에서 주최하였다. 제2차 세계 대전, 1979년에 일어난 이란 혁명으로 대회가 취소된 경우를 제외하면 매 4년에 한번씩 열리고 있다. 잼버리 대회에 나간 스카우트들은 참가 기념 배지를 획득하게 된다.

## 어원
'잼버리'라는 말은 1860년대 미국에서 '즐겁고 시끌벅적한 모임'이란 뜻으로 쓰이던 말이었으며 영어로는 'jabber'(재버, 재잘거리기)와 'shivaree'(시바아리, 시끌벅적한 축하연), 그리고 'jam'(잼, 군중)의 'm'을 합성해 만든 단어로 추정되고 있다.

## 역사

### 창설
세계 스카우트 잼버리는 세계 스카우트 연맹에서만 사용하는 표현으로, 이외의 스카우트 관련 기관에서는 다른 명칭으로 부르되 '잼버리'라는 표현은 동일하게 유지하고 있다.
스카우트 운동은 1907년 영국의 로버트 베이든파월이 창립한 이래 세계적인 성공을 거두기 시작하였다. 각국의 동참과 운동 확산을 지켜본 베이든파월은 전세계의 스카우트 대표단을 한 곳으로 불러모으는 대회의 필요성을 느꼈다. 이를 통해 세계인들의 우애를 증진하고, 스카우트 운동에 참여하는 각기 다른 민족과 국가 출신의 청소년들이 서로 직접 교류하며 배우도록 하는 것이 대회의 목표였다.
국제 모임 행사를 정기적으로 개최한다는 구상 자체는 1918년 잉글랜드에서 열린 국제 스카우트 회의 당시 그리스 스카우트의 콘스탄티노스 멜라스 총장이 베이든파월에게 건의하면서 처음 제시되었다. 멜라스 총장은 이 같은 모임이 고대 그리스의 올림픽 대회처럼 매 4년마다 이뤄져야 한다고 보았다. 베이든파월 역시 적극 동의하면서 행사의 명칭을 '잼버리'라고 명명하였다.
1920년 영국 런던 켄징턴의 올림피아 홀에서 제1회 세계 스카우트 잼버리 대회가 개최되었다. 대회 부지 명칭은 올림픽의 발상지 올림피아를 따온 것이었다. 이 대회에는 전세계 34개국에서 온 8,000여명의 스카우트가 참가하였다.

### 발전
초대 대회는 세계 각국의 스카우트가 어떻게 활동하는지를 보여주는 일종의 스카우트 박람회에 가까웠다. 그러나 제2회 대회부터는 캠핑에 기반한 활동으로 발전하였으며, 프로그램의 구성도 전시 중심에서 활동 중심으로 바뀌어, 참가자들 간의 상호작용을 통해 서로에 대해 배울 수 있는 충분한 시간을 갖추는 방향으로 발전해 나갔다.
초대 대회가 성공리에 막을 내린 뒤 매 4년마다 전세계 각국에서 잼버리 대회가 개최되었다. 초창기에는 유럽 국가에서만 개최되었으나 1955년 제8회 세계 스카우트 잼버리는 캐나다에서 개최되어 북미 첫 대회로 기록되었으며, 이후로 5대륙에서 번갈아 가면서 개최되고 있다. 다만 아프리카의 경우에는 아직까지 한번도 개최지로 선정된 사례가 없으며, 오세아니아의 경우 1988년 제16회 대회가 오스트레일리아 시드니에서 개최된 것이 유일하다.
세계 스카우트 잼버리 대회가 열리지 못한 시기도 있는데, 우선 1937년부터 1947년까지는 제2차 세계 대전으로 열리지 못했고, 1979년 잼버리 대회는 이란에서 개최될 예정이었으나 혁명이 벌어지는 바람에 취소되었다.
1979년 대회 취소 직후 세계 스카우트 연맹은 각 지역별 행사로 대체하기로 결정하였다. 이른바 '세계 잼버리의 해'로 선포하여 여러 지역별 잼버리 대회에 전세계 스카우트의 참가를 허용하게 되었는데, 이를테면 오스트레일리아 퍼스에서 개최된 제12회 오스트레일리아/제4회 아시아태평양 잼버리 대회에서는 원래 아태 지역 스카우트만이 참가하였으나 전세계 스카우트로 대상지역을 확대하였다. 이러한 기획은 2007년 스카우트 100주년 선포와 함께 다시금 재현되었다.
역대 최고 참석규모를 자랑한 대회는 2019년 제24회 대회로 미국 버지니아주 서미트 벡델 국립공원에서 개최되었다. 당시 45,000여명의 스카우트가 참가하였으며, 이는 행사 개막부터 폐막까지 모두 참석자만 집계한 결과다. 도중에 방문하여 하루만 참여한 스카우트까지 합하면 수십만 명이 참여한 것으로 추산되었다.

## 역대 대회
| 연도        | 대회                        | 장소                              | 개최국         | 주제/이름                                 | 날짜                             | 참가자    | 참가국 |
| ----------- | --------------------------- | --------------------------------- | -------------- | ----------------------------------------- | -------------------------------- | --------- | ------ |
| 1920년      | 제1회 세계 스카우트 잼버리  | 런던                              | 영국           | 세계 평화 증진                            | 1920년 7월 30일– 1920년 8월 8일  | 8,000     | 34     |
| 1924년      | 제2회 세계 스카우트 잼버리  | 에르멜룬덴                        | 덴마크         | 세계시민                                  | 1924년 8월 10일– 1924년 8월 17일 | 4,549     | 32     |
| 1929년      | 제3회 세계 스카우트 잼버리  | 체셔주 버컨헤드 업튼              | 영국           | 시대의 도래                               | 1929년 7월 31일– 1929년 8월 13일 | 30,000    | 69     |
| 1933년      | 제4회 세계 스카우트 잼버리  | 괴될뢰                            | 헝가리         | 새 모험을 마주하라                        | 1933년 8월 2일– 1933년 8월 15일  | 25,792    | 33     |
| 1937년      | 제5회 세계 스카우트 잼버리  | 블루멘달                          | 네덜란드       | 행복한 삶을 이끌자                        | 1937년 7월 31일– 1937년 8월 9일  | 28,750    | 54     |
| 1947년      | 제6회 세계 스카우트 잼버리  | 무아송                            | 프랑스         | 평화의 잼버리                             | 1947년 8월 9일– 1947년 8월 20일  | 24,152    | 71     |
| 1951년      | 제7회 세계 스카우트 잼버리  | 바트이슐                          | 오스트리아     | 소박한 잼버리                             | 1951년 8월 3일– 1951년 8월 13일  | 12,884    | 61     |
| 1955년      | 제8회 세계 스카우트 잼버리  | 온타리오주 나이아가라온더레이크   | 캐나다         | 새로운 지평                               | 1955년 8월 18일– 1955년 8월 28일 | 11,139    | 71     |
| 1957년      | 제9회 세계 스카우트 잼버리  | 워릭셔주 서튼파크                 | 영국           | 스카우트 50주년                           | 1957년 8월 1일– 1957년 8월 12일  | 31,426    | 82     |
| 1959년      | 제10회 세계 스카우트 잼버리 | 라구나주 로스바뇨스               | 필리핀         | 오늘, 미래를 만들자                       | 1959년 7월 17일– 1959년 7월 26일 | 12,203    | 44     |
| 1963년      | 제11회 세계 스카우트 잼버리 | 마라톤                            | 그리스         | 더 높이 더 넓게                           | 1963년 8월 1일– 1963년 8월 11일  | 11,398    | 89     |
| 1967년      | 제12회 세계 스카우트 잼버리 | 아이다호주 패러것 주립공원        | 미국           | 상호친선                                  | 1967년 8월 1일– 1967년 8월 9일   | 12,011    | 105    |
| 1971년      | 제13회 세계 스카우트 잼버리 | 시즈오카현 후지노미야             | 일본           | 상호이해                                  | 1971년 8월 2일– 1971년 8월 10일  | 23,758    | 87     |
| 1975년      | 제14회 세계 스카우트 잼버리 | 릴레함메르                        | 노르웨이       | 다섯 손가락, 하나의 손                    | 1975년 7월 29일– 1975년 8월 5일  | 17,259    | 91     |
| 1979년      | 제15회 세계 스카우트 잼버리 | 니샤푸르                          | 이란           |                                           | 1979년 7월 15일– 1979년 7월 23일 | 대회 취소 |        |
| 1983년      | 제15회 세계 스카우트 잼버리 | 앨버타주 캐나나스키스             | 캐나다         | 살아있는 정신                             | 1983년 7월 5일– 1983년 7월 15일  | 14,752    | 106    |
| 1987–1988년 | 제16회 세계 스카우트 잼버리 | 시드니                            | 오스트레일리아 | 다같이 세상을 움직이자                    | 1987년 12월 31일– 1988년 1월 7일 | 14,434    | 84     |
| 1991        | 제17회 세계 스카우트 잼버리 | 설악산 국립공원 (강원도 고성군)   | 대한민국       | 세계는 하나                               | 1991년 8월 8일– 1991년 8월 16일  | 19,083    | 135    |
| 1995        | 제18회 세계 스카우트 잼버리 | 드론턴                            | 네덜란드       | 미래는 지금                               | 1995년 8월 1일– 1995년 8월 11일  | 28,960    | 166    |
| 1998–1999년 | 제19회 세계 스카우트 잼버리 | 피카르킨                          | 칠레           | 다같이 평화를 만들자                      | 1998년 12월 27일– 1999년 1월 6일 | 31,534    | 157    |
| 2002–2003년 | 제20회 세계 스카우트 잼버리 | 사타힙                            | 태국           | 세상을 공유하자, 문화를 공유하자          | 2002년 12월 28일– 2003년 1월 8일 | 24,000    | 147    |
| 2007        | 제21회 세계 스카우트 잼버리 | 에식스주 첼름스퍼드               | 영국           | 하나의 세계, 하나의 약속 스카우트 100주년 | 2007년 7월 28일– 2007년 8월 8일  | 37,868    | 155    |
| 2011년      | 제22회 세계 스카우트 잼버리 | 크리스티안스타드                  | 스웨덴         | 스카우트 그 자체                          | 2011년 7월 27일– 2011년 8월 7일  | 40,061    | 146    |
| 2015년      | 제23회 세계 스카우트 잼버리 | 야마구치현 기라라하마             | 일본           | 화합의 정신                               | 2015년 7월 28일– 2015년 8월 8일  | 33,628    | 155    |
| 2019년      | 제24회 세계 스카우트 잼버리 | 웨스트버지니아주 서밋 벡텔 야영지 | 미국           | 새로운 세상을 풀다                        | 2019년 7월 22일– 2019년 8월 2일  | 41,559    | 124    |
| 2023년      | 제25회 세계 스카우트 잼버리 | 새만금 (전라북도 부안군)          | 대한민국       | Draw your Dream!                          | 2023년 8월 1일– 2023년 8월 12일  | 43,232    | 158    |
| 2027년      | 제26회 세계 스카우트 잼버리 | 그단스크                          | 폴란드         |                                           | 2027년                           |           |        |